# Szépfaludi Örlőssy Ferenc
Szépfaludi Örlőssy Ferenc, névváltozatok: Örlőssy, Szépfaludi Ö. Ferenc, Szépfaludi Örlősy (Máramarossziget, 1845. április 27. – Máramarossziget, 1906. július 26.) hírlapíró és szerkesztő.

## Élete
Tanulmányait Szatmáron, Nagyváradon és jogi tanulmányait a budapesti egyetemen végezte. Aradon egy évi ügyvédsegédeskedés után a Podmaniczky Frigyes báró által szerkesztett Hazánk (1868-69.) belső dolgozótársa, majd a Fővárosi Lapok (ujdondásza), Reform, Nemzeti Hirlap és végül az Egyetért belső munkatársa lett; míg végül 1883-ban Lónyay János főispán Máramaros vármegye levéltárnokává nevezte ki. E hivatalos állásban mint tiszteletbeli főlevéltárnokra egyszersmind reá bízták a Máramarosi Lapokat, hogy azt a szabadelvű országos párt alapján szerkessze; ezen lapnak mutatványszáma 1883. december 12-én jelent meg, 1884. január 1-től pedig rendesen vasárnaponként. 1884. augusztusban, amikor a vármegye vezérférfiai ellen indított támadások megszűntek, a Máramarosi Lapok a Máramarossal Szépfaludi Ö. Ferenc és Vékony Antal szerkesztése alatt egyesült. 1887. január 1-jén szüksége levén újra a lap megindításának, a régi szerkesztő szerkesztésében jelent meg újra a Máramarosi Lapok politikai és társadalmi hetilap, s azt Szépfaludi haláláig szerkesztette. A Szilágyi István-kör elnöke is volt.
Álneve: Rododendron.

## Munkássága
Első elbeszélése: Egy magyar költőnő, a Rózsaági Antal Gombostű c. szépirodalmi lapjában jelent meg (1862); azóta igen sok elbeszélést és tárcát írt, saját lapján kívül, a következő hírlapokba: Hölgyfutár (1862. 93., 1863. 69., 70. sz.), Felvidék (1863-65), Családi kör (1863), Arad (1865), Képes Világ (1871), Figyelő (1871), Igazmondó (1877), Ország Tükre (1880. 195. l. Arany János), Arad és Vidéke (1880. 50., 63. sz.), Pesti Hirlap (1881. 5., 51., 1882. 70. sz.), Képes Családi Lapok (1881-85), Egyetértés (1888. 270. sz. Kik voltak Trefort Ágoston szülei), Vasárnapi Ujság (1901. 35. sz. Máramaros a zöld ország, 1905), Debreczeni Szinpad (1904. 1., 2. sz.), Uj Idők (1905. 33. sz. Egy elfeledett íróról: Balázs Sándorról). 1896. «Egy köröskörül» című tárcájával Aradon az Alföld szerkesztősége által kitűzött száz korona pályadíjat nyerte el.

## Munkái
- Az apácza. Diderot után francziából ford. Pest, 1869.
- A regény vége vígj. 1 felv. Uo. 1871. (N. Színház Könyvtára 6.).
- Egy rút hölgy története Irta Dincklage Campe bárónő. Ford. Bpest, 1873. (Gr. Teleki Gézával).
- A temetőben. Regény. Irta About E. Francziából ford. Uo. 1873.
- A Máramarosi Lapok története. Irta: -i-cz. M.-Sziget, 1896.
- Ugy a mint volt. Elbeszélések. Uo. 1883. (Kazár Emil írt hozzá előszót. Ism. Egyetértés 110. sz.).
- A jóslat. Uo. 1900. (Monológok 85).
- Menyasszony. Magánjelenet. Uo. 1900. (Monológok 90.).

Kéziratban színművei: Szeráfina, színmű 5 felv. Sardou Viktor után ford. (Deák Farkassal. Először adták 1896. szept. 24. a pesti Nemzeti Színházban); A huszár kedvese, népszínmű 3 felv. dalokkal, zenéje Bognártól (először Kassán 1873. dec. 25); A régi és új, eredeti színmű 3 felv. (először Máramaros-Szigeten 1889. szept. 23.).